# Taohualun
Taohualun (traditionell kinesiska: 桃花倫, förenklad kinesiska: 桃花仑: pinyin: Táohuālún) var före kommunisternas maktövertagande huvudstation för norska missionen i Kina, nordväst om Changsha, i provinsen Hunan, vid Zijiang, med sjukhus, högre elementarläroverk för gossar, lärarinneseminarium och kyrka med mera. Mitt emot Taohualun, på andra sidan floden, ligger handelsstaden Yiyang, som även den hade en norsk missionskyrka. Numera ligger området inom stadsgränsen. 
Till Taohualun var även förlagd den lutherska högskolan i Kina (Lutheran College), vars upprättande 1920 beslöts av den då av Centralkinas lutherska missioner bildade sammanslutningen Kinas lutherska kyrka. Denna högskola, som 1923 började sin verksamhet, grundlades och upprätthölls av Svenska kyrkans mission, och av dess styrelses sex ledamöter utsåg Missionsstyrelsen halva antalet och Lutherska kyrkorådet andra hälften (med Missionsstyrelsens ombud som ordförande.). Undervisningen var uppdelad på fyra linjer: en humanistisk (historia, filosofi, klassiska språk), en språklig (vissa europeiska språk, modern kinesiska), en matematisk (matematik, fysik, kemi) och en naturvetenskaplig (biologi, geologi). Gemensamma ämnen för alla linjer var kristendom, kinesiska, engelska och hälsolära; undervisningsspråk var kinesiska. Högskolans rektor var professor K. B. Westman, som utreste till Kina våren 1923. Undervisningen upphörde ett år i samband med kommunistupproren 1927 men fortsatte under 1928–1930 (K. B. Westman blev då vice-rektor). Skolan stängdes när nya regler förbjöd religionsundervisning vid slutet av 1930.